# Nedim Halilović
Nedim Halilović är en bosnisk fotbollsspelare född den 1 juli 1979 i Tuzla, Jugoslavien. Han debuterade för Örebro SK i Superettan 4 september 2006 där han också gjorde sitt första mål för klubben. Halilović bidrog starkt till klubbens avancemang till Allsvenskan. I Allsvenskan 2007 hade Halilović det svårt att återupprepa sin succé från fjolåret och det utmynnade i en öppen konflikt med Örebros tränare Patrick Walker som sedermera fick sparken. Under 2008 hade han svårt att få en plats i truppen, 1 match från start och 4 inhopp. 13 juni 2008 blev det klar att Nedim Halilović lämnar klubben för kroatiska HNK Rijeka.
I augusti 2008 fick Halilovic sparken från Rijeka efter att brutit mot klubbens badförbud. I september 2008 skrev han på ett tvåårskontrakt med albanska KS Dinamo Tirana. 16 februari 2009 skrev han på ett 2-årskontrakt med det hårdsatsande division 2-laget Dalkurd FF.

## Meriter
- Allsvenskan 23 matcher 4 mål
- Superettan 8 matcher 7 mål